# Sonia Durán Smela
Sonia Durán Smela, född 1954, är colombiansk diplomat. 2015-2018 var hon Colombias ambassadör i Sverige.
Tidigare har hon varit tillförordnad borgmästare för huvudstaden Bogotá 1992. 2014–2015 var hon rådgivare till Honduras regering rörande mänskliga rättigheter, rättssystem och decentralisering av förvaltning. 2013–2014 hade hon konsultuppdrag för UNDP rörande decentralisering av förvaltningsadministration och personlig kapacitetsutveckling.
Sonia Durán Smela är gift med Arturo Infante Villareal, Colombias ambassadör till Malaysia, Thailand och Vietnam 1996–2002.